# Pugatschow (Stadt)
Pugatschow (russisch Пугачёв) ist eine Stadt mit 41.707 Einwohnern (Stand 14. Oktober 2010) in der russischen Oblast Saratow. Sie ist eine der Oblast unterstellte Stadt und zugleich das Verwaltungszentrum des Rajons Pugatschow.

## Geographische Lage
Pugatschow liegt im nordöstlichen Teil der Oblast, 246 km von deren Hauptstadt Saratow entfernt, am Großen Irgis. Die nächstgelegene Stadt ist Balakowo 68 km westlich von Pugatschow.

## Geschichte
Pugatschow entstand, nachdem Kaiserin Katharina II. 1762 ihr Manifest zur Besiedlung der Wolgaebene erlassen hatte. Gegründet wurde der Ort 1764 als Siedlung Metschetnaja (Мечетная) von Altorthodoxen welche aus Polen heimkehrten. Der Name Metschetnaja leitet sich aus hier gefundenen Ruinen islamischer Moscheen aus der Zeit der Goldenen Horde ab. Im Jahr 1765 zählte der Ort bereits 264 Männer. Der Ort bestand zu dieser Zeit nur aus einer einzigen Straße.
1772 hielt sich Jemeljan Pugatschow, der Anführer des Pugatschow-Bauernaufstandes, in Metschetnaja auf. Hier soll ihm ein alter Mann geraten haben, sich als der verstorbene Zar Peter III. auszugeben.
Zu Beginn des 19. Jahrhunderts war die Bevölkerung soweit angestiegen, dass nach dem zaristischen Dekret vom 18. Dezember 1835 die Stadtrechte verliehen wurden. Gleichzeitig wurde die Stadt zu Ehren Zar Nikolaus’ I. in Nikolajewsk umbenannt. 1836 wurde die Stadt zur Hauptstadt des Distrikts Nikolajewsk im Gouvernement Samara ernannt.
Am 11. November 1918 wurde die Stadt auf Initiative des bolschewistischen Heerführers Wassili Tschapajew erneut umbenannt. Der neue Name Pugatschow bezieht sich auf Jemeljan Pugatschow, den Anführer des Bauernaufstandes von 1773–75 (siehe oben).

### Bevölkerungsentwicklung
| Jahr | Einwohner |
| ---- | --------- |
| 1897 | 12.504    |
| 1939 | 24.454    |
| 1959 | 32.725    |
| 1970 | 33.963    |
| 1979 | 39.050    |
| 1989 | 40.947    |
| 2002 | 41.436    |
| 2010 | 41.707    |

Anmerkung: Volkszählungsdaten

## Wirtschaft und Infrastruktur
Die wichtigsten Industriezweige der Stadt sind:
- Getreidemühlen
- Wodka-Destillerie
- Großbäckereien

Der zivile Flughafen Pugatschow liegt etwa sieben Kilometer südwestlich der Stadt Pugatschow und verfügt über eine 2300 Meter lange asphaltierte Landebahn.

## Persönlichkeiten
- Alexei Tolstoi (1883–1945), russischer Schriftsteller, wurde nahe Nikolajewsk geboren